# Johannes Sickmüller
Johannes Sickmüller (* 18. März 1982 in Leimen) ist ein ehemaliger deutscher Cyclocross-Fahrer.
Johannes Sickmüller wurde 2004 deutscher U23-Vizemeister im Cyclocross. Schnell etablierte er sich auch in der Elite-Klasse, wo er im folgenden Jahr Zweiter der deutschen Meisterschaften wurde. In den Jahren 2005 und 2006 fuhr er für das deutsche Stevens Racing Team. 2006 gewann er ein Rennen im luxemburgischen Muhlenbach und wurde deutscher Crossmeister. 2007 wurde er Zweiter bei der Crossmeisterschaft und Dritter bei der Mountainbikemeisterschaft im Cross Country. Später gewann er Crossrennen in Dassow und in Contern.
Im Oktober 2006 hatte sich Sickmüllers Team aus dem Cyclocross-Sport wegen Dopingermittlungen des Bundes Deutscher Radfahrer zurückgezogen. Es bestand der Verdacht auf Manipulation mit Fremd-Urin. Das Verfahren wurde wegen formaler Fehler eingestellt, und 2007 konnte Sickmüller wieder starten.

## Erfolge – Cyclocross
2005/2006
- Deutscher Meister
- GP Jean Bausch / Pierre Kellner

2007/2008
- Grand-Prix de la Commune de Contern

2009/2010
- National Trophy Round 2, Derby
- National Trophy Round 3, Ipswich
- Internationale Döhlauer Crossrennen, Döhlau
- Karl-Wagner-Preis International, Strullendorf

2010/2011
- Cyclocross Kolín

## Teams
- 2005 Stevens Racing Team
- 2006 Stevens Racing Team
- 2007 Stevens Racing Team
- 2008 Stevens Racing Team
- 2009 Stevens Cyclocross Team Hamburg
- 2010 Stevens Racing Team
- 2011 Stevens Racing Team